# Kharkov (tỉnh của Đế quốc Nga)

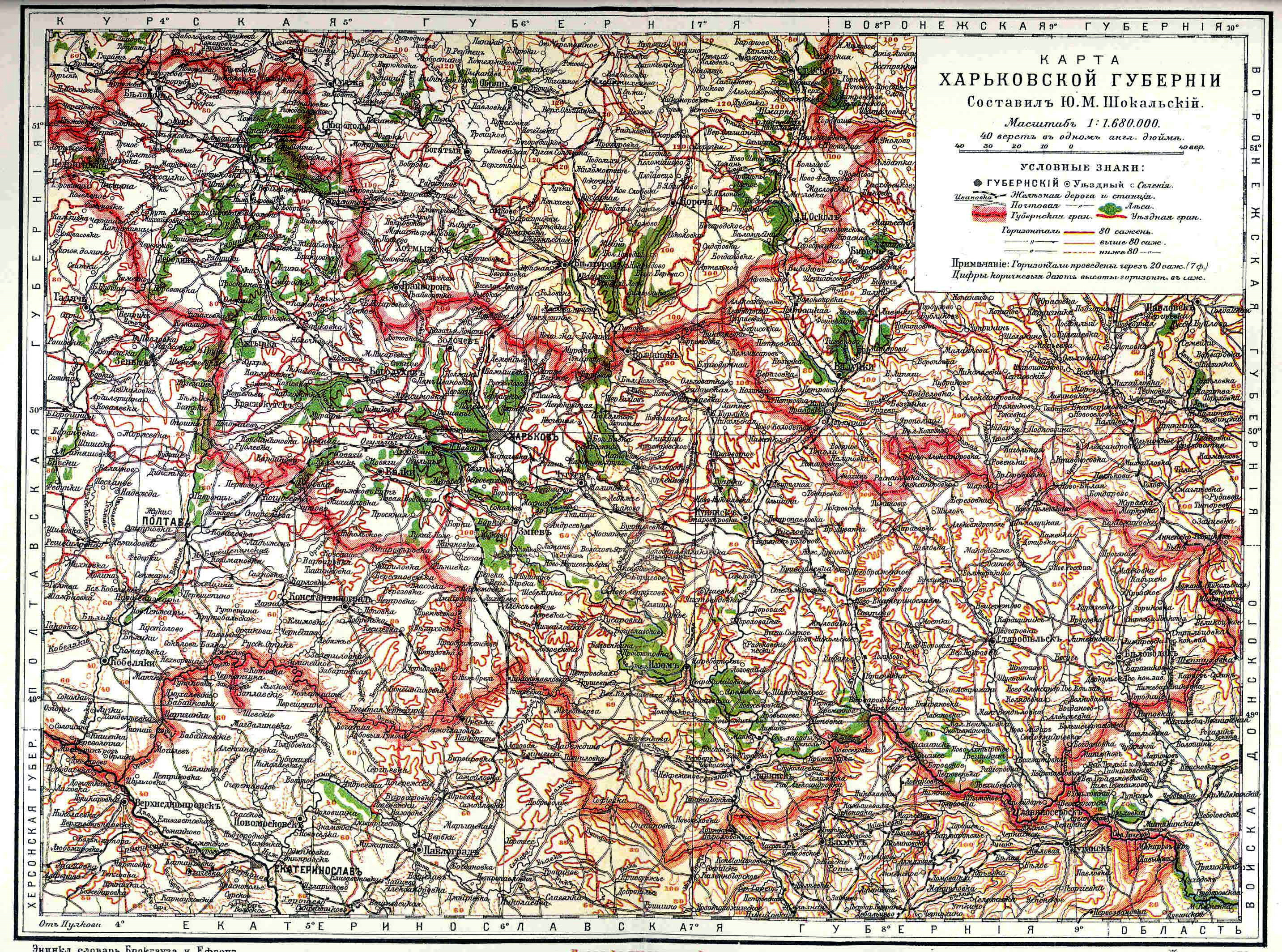
Bản đồ tỉnh Kharkov từ năm 1890 đến năm 1906

Tỉnh Kharkov (tiếng Nga: Ха́рьковская губе́рнія, đã Latinh hoá: Khárkovskaya gubérniya, tiếng Ukraina: Ха́рківська губе́рнія, đã Latinh hoá: Khárkivsʼka hubérniia) là một tỉnh của Đế quốc Nga được thành lập vào năm 1835. Tỉnh này bao trùm khu vực lịch sử Sloboda Ukraina. Từ 1765 đến 1780 và từ 1796 đến 1835, tỉnh này được gọi là tỉnh Sloboda Ukraina. Năm 1780-1796 tồn tại Phó vương quốc Kharkov.
Từ năm 1835 trở đi, tỉnh Kharkov được thành lập, tồn tại cho đến năm 1925. Với mỗi lần tái tổ chức, ranh giới và cơ cấu hành chính thay đổi đáng kể. Việc thực hiện, xử lý và xuất bản thông tin thống kê về thuế nhà nước chủ yếu cho tỉnh Kharkov là của Ủy ban thống kê tỉnh Kharkov.

## Lịch sử

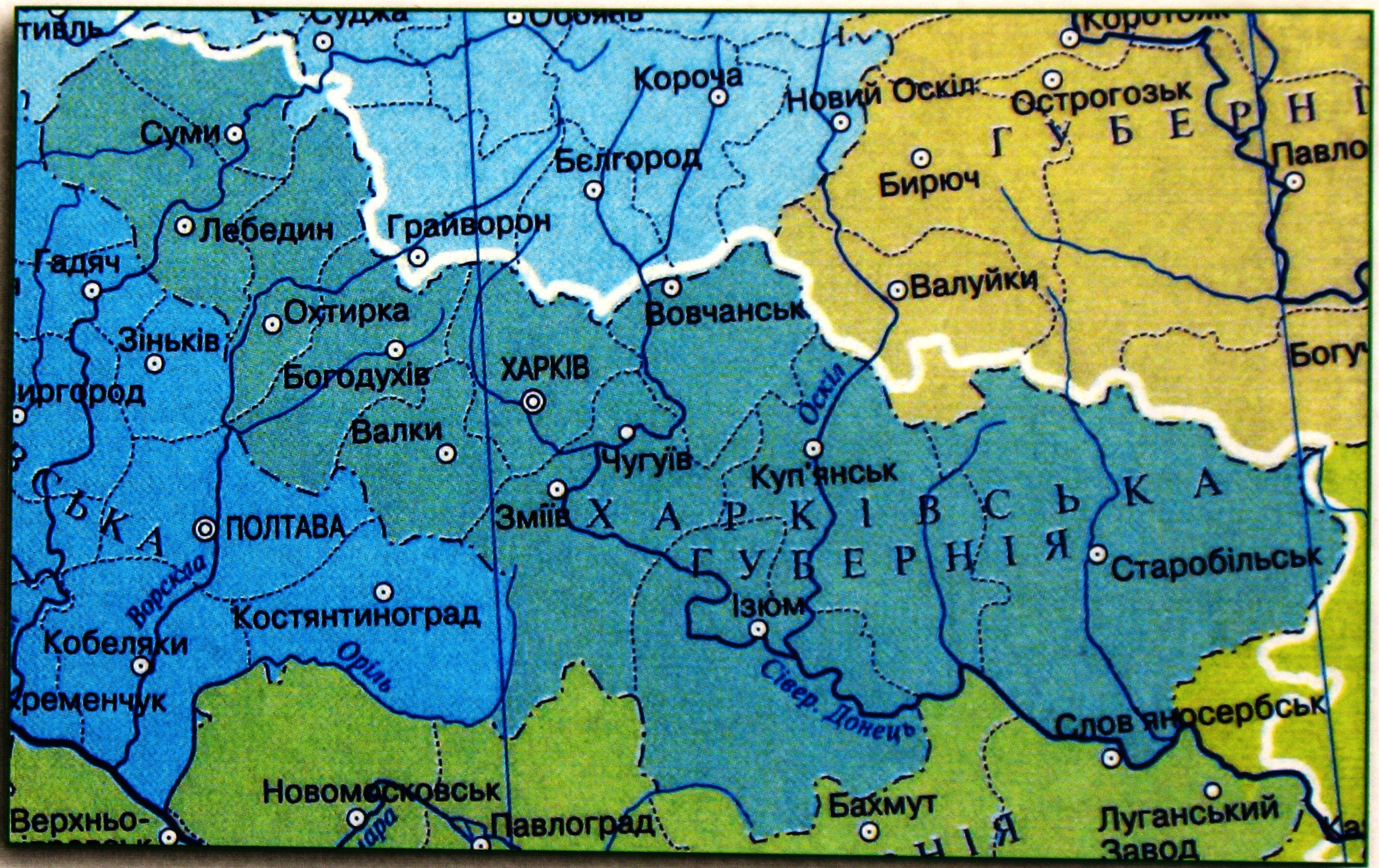
Tỉnh Kharkov năm 1917

Slobozhanshchyna với thủ phủ ở Kharkov trở thành tên chính thức của tỉnh Sloboda-Ukrainia vào năm 1765. Yekaterina II ký sắc lệnh thành lập Phó vương quốc Kharkov vào ngày 25 tháng 4 năm 1780. Nó được thành lập từ các huyện (uezd) Akhtyrsky, Belopolsky, Bogodukhovsky, Valkovsky, Volchansky, Zolochevsky, Izyumsky, Krasnokutsky, Lebedinsky, Miropolsky, Nedrigailovsky, Sumsky, Kharkovsky, Khotmyzhsky và Chuguevsky. Phó vương quốc bị bãi bỏ vào năm 1796, và tỉnh Sloboda-Ukraina được tái lập trên lãnh thổ của Phó vương quốc Kharkov, được chia thành 10 uezd: Akhtyrsky, Bogodukhovsky, Valkovsky, Volchansky, Zmievsky, Izyumsky, Kupyansky, Lebedinsky, Sumsky và Kharkovsky.
Năm 1835, tỉnh Sloboda-Ukraina một lần nữa bị bãi bỏ và tỉnh Kharkov được thành lập thay thế, bao gồm 11 huyện. Cùng năm đó, tỉnh Kharkov được hợp nhất thành Tổng tỉnh Tiểu Nga. Toàn quyền ban đầu cư trú ở Poltava nhưng ở Kharkov từ năm 1837. Đến năm 1856, tỉnh phát triển thành 13 huyện và bộ phận hành chính cuối cùng được thành lập. Kharkov là trụ sở của giáo phận Chính thống giáo và khu giáo dục Kharkov, cũng như thẩm quyền tư pháp của các tỉnh Kharkov, Kursk, Voronezh, Oryol, Yekaterinoslav và Tambov, và của quân khu Kharkov từ năm 1864 đến 1888. Lãnh thổ của tỉnh được loại trừ khỏi "Hàng rào định cư". Tuy thế, người Do Thái được phép đến Kharkov trong khi có hội chợ.
Tờ báo Kharkovskie Gubernskie Vedomosti được xuất bản lần đầu tiên vào năm 1838. Zemstvo được thành lập như một phần của cuộc cải cách Zemstvo. Ngày 21 tháng 2 [9 tháng 2 lịch cũ] năm 1879, phần tử khủng bố G. Goldenberg ám sát Thống đốc D. N. Kropotkin. Tướng M. T. Loris-Melikov được bổ nhiệm làm thống đốc tạm thời của tỉnh Kharkov vào ngày 7 tháng 4 năm 1879, và sĩ quan chỉ huy của Quân khu Kharkov vào ngày 17 tháng 4 cùng năm.
Các huyện Izyumsky và Starobelsky của tỉnh Kharkov được chuyển giao cho tỉnh Donetsk mới thành lập vào năm 1920. Huyện Zmiev được tách thành các huyện Zmiev và Chuguevsky vào tháng 12 năm 1919. Ngày 7 tháng 3 năm 1923, chính phủ CHXHCNXV Ukraina thông qua một hệ thống hành chính mới, theo đó các okrug và raion thay thế uyezd và volost. Thay vì 10 uezd, tỉnh được chia thành 5 okrug, cũng như 227 volost được chia thành 77 raion. Tỉnh Kharkov được chia thành các okrug: Kharkov (24 raion), Bogodukhovsky (12 raion), Izyumsky (11 raion), Kupyansky (12 raion), và Sumy (16 raion).
Tất cả các tỉnh của Cộng hòa xã hội chủ nghĩa Xô viết Ukraina, bao gồm cả Kharkov, đã bị bãi bỏ vào tháng 6 năm 1925, và các okrug của tỉnh này chuyển sang trực thuộc nước Cộng hòa (với thủ đô khi đó tại Kharkiv). Ngày 3 tháng 6 năm 1925, thành lập một bộ cấp lãnh thổ mới trong toàn Cộng hòa Xã hội chủ nghĩa Xô viết Ukraine dựa trên nguyên tắc một hệ thống chính quyền ba cấp: Okrug – Raion –thủ đô. Tỉnh Kharkiv được thành lập vào ngày 27 tháng 2 năm 1932, theo nghị quyết của Ban Chấp hành Trung ương.

## Nhân khẩu
Theo điều tra nhân khẩu đế quốc năm 1897. In đậm là những ngôn ngữ được nhiều người sử dụng hơn ngôn ngữ nhà nước.
| Ngôn ngữ      | Số lượng  | Tỷ lệ (%) | Nam giới  | Nữ giới   |
| ------------- | --------- | --------- | --------- | --------- |
| Tiểu Nga      | 2 009 411 | 80,62     | 1 004 372 | 1 005 039 |
| Đại Nga       | 440 936   | 17,69     | 225 803   | 215 133   |
| Yiddish       | 12 650    | 0,5       | 7 007     | 5 643     |
| Bạch Nga      | 10 258    | 0,41      | 4 936     | 5 322     |
| Đức           | 9 080     | 0,36      | 4 504     | 4 576     |
| Ba Lan        | 5 910     | 0,23      | 4 056     | 1 854     |
| Tatar         | 1 358     | >0,1      | 1 221     | 137       |
| Không trả lời | 44        | >0,01     | 23        | 21        |
| Khác          | 2 669     | 0,1       | 1 700     | 969       |
| Tổng          | 2 492 316 | 100       | 1 253 759 | 1 238 557 |

## Hành chính
| Huyện         | Huyện         | Phố huyện  | Huy hiệu phố huyện | Diện tích                              | Dân số (điều tra 1897) |
| Tên chuyển tự | Tiếng Nga     | Phố huyện  | Huy hiệu phố huyện | Diện tích                              | Dân số (điều tra 1897) |
| ------------- | ------------- | ---------- | ------------------ | -------------------------------------- | ---------------------- |
| Akhtyrsky     | Ахтырский     | Akhtyrka   |                    | 2.778,69 km2 (1.072,86 dặm vuông Anh)  | 161.243                |
| Bogodukhovsky | Богодуховский | Bogodukhov |                    | 3.224,32 km2 (1.244,92 dặm vuông Anh)  | 159.806                |
| Valkovsky     | Валковский    | Valki      |                    | 2.842,87 km2 (1.097,64 dặm vuông Anh)  | 144.322                |
| Volchansky    | Волчанский    | Volchansk  |                    | 3.961,59 km2 (1.529,58 dặm vuông Anh)  | 166.787                |
| Zmiev         | Змиевской     | Zmiev      |                    | 5.690,31 km2 (2.197,04 dặm vuông Anh)  | 231.491                |
| Izyumsky      | Изюмский      | Izyum      |                    | 7.315,16 km2 (2.824,40 dặm vuông Anh)  | 280.474                |
| Kupyansky     | Купянский     | Kupyansk   |                    | 6.908,03 km2 (2.667,21 dặm vuông Anh)  | 234.182                |
| Lebedinsky    | Лебединский   | Lebedin    |                    | 3.098,94 km2 (1.196,51 dặm vuông Anh)  | 178.144                |
| Starobelsky   | Старобельский | Starobelsk |                    | 12.343,65 km2 (4.765,91 dặm vuông Anh) | 359.285                |
| Sumsky        | Сумской       | Sumy       |                    | 3.187,71 km2 (1.230,78 dặm vuông Anh)  | 228.094                |
| Kharkovsky    | Харьковский   | Kharkov    |                    | 3.306,07 km2 (1.276,48 dặm vuông Anh)  | 348.488                |